# 耿以礼
耿以礼（1897年—1975年），字仲彬，男，江苏江宁人，中国植物分类学家，曾任南京大学教授，中国科学院植物研究所顾问。

## 家庭
长子耿伯介。